# 鈴木孝成
鈴木 孝成（すずき たかなり、1953年1月28日 - ）は、日本の元コンピューターゲーム作家、プログラマー。長野県松本市生まれ。「芸夢狂人（げいむきょうじん・げいむきよと）」「ルリタテハ」「FALCON.S」のペンネームで活動していた。
現在は医師。医学博士、日本医学放射線学会認定放射線科専門医 。

## ゲームクリエイターとして
PC-8000シリーズ用の機械語（ゲーム開始・終了部分のみはBASICで作っていた）によるゲームソフトの登場は1970年代末、アルバイトとして九十九電機で開発に従事したのが、彼の作ったゲームが世に出た始まりである。
そしてパソコン雑誌『I/O』（工学社）に芸夢狂人の名前で投稿。当時のマイコン少年の間に、芸夢狂人の名は知れ渡ることとなった。

### 『I/O』連続投稿時代
- マリンエイリアン（1980年8月号）

『トマホーク777』の移植で、『I/O』でのデビュー作であり出世作。
- ギャラクシアン（1980年9月号）

『ギャラクシアン』の移植。後にアマチュアの移植ゲーム投稿による同名タイトルが問題となり、『ギャラクシーフライ』と改名された。
- エイリアンフォール（1980年11月号）

『カミカゼ』の移植。珍しい事にMZ-80K/Cにも再移植されており、MZ版は雑誌掲載されずカセットサービス（通信販売）のみ。
- PCGギャラクシアン（1980年12月号）

前述の『ギャラクシアン』を、HAL研究所のプログラマブル・キャラクタ・ジェネレータPCG-8100対応としたもの。次からの投稿ゲームは、PCG版と通常モード版の両方が投稿される様になった。
- ルナシティーSOS!（1981年2月号）

『ミサイルコマンド』の亜流で、『ギャラクシアン』的なシューティングゲームにするなど、独自のアイデアが盛り込まれた、初のオリジナルゲーム。もっとも鈴木は掲載誌で「今までに出てきたアーケードの寄せ集めみたい」と語っている。またこれまでは『スペースインベーダー』の様に、特定の場所に特定の色しかつけられなかったが、当作からはそれぞれのキャラに色がついた。敵の名前はトプシダーと命名されているが、これは後に読者コーナーにおいて、小説『宇宙英雄ペリー・ローダン』のトプシドからネーミングした事が指摘されていた。ベーシックマスターレベル3にも移植されている。
- アステロイドベルト（1981年4月号）

上記と同じく『インベーダー』『ギャラクシーウォーズ』『ギャラクシアン』を使った寄せ集め的な亜流。またこのゲームではプレイヤーの砲台が連射可能となった。
- スネークワールド（1981年6月号）

ここからの3作分には、以下の大きな変化が現れた。
- 内容が完全なオリジナルとなった。
- 従来は『ギャラクシアン』の様な固定画面シューティングゲームだったが、敵も味方も上下左右に動く構成となった。
- この頃MZ-80Bも購入。『I/O』一冊に二つのゲームが掲載された事もあり、この時はルリタテハ（趣味の一つである昆虫採集から）またはFalcon.Sの名を使用した。このため一部のゲームはPC-8001+PCG8100版とMZ-80Bの両機種が出る様になった。

- ザ・ガーディアン（1981年8月号）

『パルサー』（セガ）の鍵を運ぶというアイデアを、マーカー（数字）を運ぶという発想に置き換えた亜流。
- スペースマウス（1981年10月号）

芸夢狂人名義の『I/O』作品で最も売れた作品とされている。自分のキャラクターを左・右・上に操作し、迷路状の通路をスクロール方式で登って行くゲーム。MZ-80BだけでなくVIC-1001にも移植された。後に発売された『ジーザス』（1987年、エニックス）にゲーム中、ミニゲームとして登場する。
- スペース・インベーダー[注釈 2]（1981年10月号・FALCON.S名義）

マイコン用のインベーダーはほぼすべての機種用のものがあるがMZ-80B用がまだない、という理由で作成された。
- レーダースコープ（1981年11月号）

同名ゲームの移植で、後に『レーダーファイヤー』と改名された。ここで医学に専念するため、一度引退宣言をしているが、掲載前に朝日新聞にインタビュー記事が掲載され、ペンネームを二つ使った事や（何という名前かは触れていない）、間もなく引退する事について触れていた。
- パックマン（1981年12月号・ルリタテハ名義）

ゲームセンターでは根強い人気があるようなのでMZ-80Bでも楽しもう、という理由で作成された。

### その後
研修医活動との兼業が落ち着くと、再度『I/O』にも投稿した事があるが、以前の様に定期的には投稿しなかった。
この頃エニックス（今のスクウェア・エニックス）が第1回ホビープログラムコンテストを開催、『I/O』からは中村光一、『月刊アスキー』からは森田和郎という二大常連投稿者がこれに応募して上位入賞を果たした。鈴木は『アラレのジャンプアップ』を発売、その後エニックスのゲームソフト製作にメインプログラマーとして参加、『芸夢狂人の宇宙旅行』（1983年）、『ジーザス』（1987年）を発表した。PC-8801対応版『ゼビウス』は、エニックスへ持ち込んだことにより製品化が実現したものである。
しかしこの時代になると、パソコンゲームも複数名で作るのが多くなって来ており、全て一人で届く範囲でゲームを作っていた鈴木には足かせとなった。書籍『みんながコレで燃えた! NEC8ビットパソコン PC-8001・PC-6001』におけるインタビューでは、「一人でなく複数で作ると、相手が完成していなければこちらが進められず、一人で作るより大変だった」と語っており、『ジーザス2』（1991年）を最後にゲームクリエイターからは撤退。

## 医師として
1971年、玉川学園高等部卒業。1976年、東海大学工学部航空宇宙学科卒業。1982年、東京医科大学医学部卒業、1986年、同大学大学院（放射線医学）修了。東京医科大学病院放射線科医師となる。
1990年から1年間、アメリカ合衆国のアリゾナ大学メディカルセンターに留学。1995年に東京医科大学を退職し、以後は開業医などとして診療を行う。
2011年、閉院。